# Jang Jae-sim
Jang Jae-sim (kor. 장재심 ;ur. 3 stycznia 1980) – południowokoreańska judoczka. Olimpijka z Sydney 2000, gdzie zajęła trzynaste miejsce w wadze półlekkiej.
Srebrna medalistka mistrzostw Azji w 2001 i brązowa w 1999 roku.

## Letnie Igrzyska Olimpijskie 2000
| Konkurencja | Rundy eliminacyjne      | Repasaże                 | Klas. końcowa |
| Konkurencja | Przeciwnik I            | Przeciwnik I             | Miejsce       |
| ----------- | ----------------------- | ------------------------ | ------------- |
| 52 kg       | Noriko Narazaki (JPN) P | Luce Baillargeon (CAN) P | 13.           |